# Tindolelê
Tindolelê é uma canção gravada pela cantora e apresentadora de televisão Xuxa. Foi lançada oficialmente em 11 de julho de 1989 pela Som Livre, juntamente com o seu quinto álbum de estúdio. Escrita por Cid Guerreiro e Dito.
Tindolelê atingiu sucesso internacional, quando foi gravada em espanhol por Xuxa e lançada fora do Brasil em 1991 como parte do álbum Xuxa 2, atingindo a posição #10 na parada musical da Billboard Hot Latin Songs, ficando 14 semana chart.
A versão original tem a participação das crianças de G.R.E.S. Herdeiros da Vila e das Paquitas: Ana Paula Almeida, Cátia Paganote, Priscilla Couto, Roberta Cipriani, Tatiana Maranhão, Andréa Sorvetão e Letícia Spiller.

## Outras versões
Além da versão em espanhol, em 1993 a canção foi traduzida e adaptada para o inglês com o nome de "Shindolele" para o álbum Talk To Me, mas devido a problemas de saúde de Xuxa (Hérnia de disco), o disco foi cancelado e, assim como outras, a música não viu a luz do dia. Os direitos de composição da versão são de Bill Bonk.
Em 1996, foi remixado por DJ Memê para o álbum Xuxa 10 anos. Em 2005, Xuxa regravou em versão pop rock da mesma em Xuxa Festa, contendo um clipe em que ela dança com a turminha em torno de desenho das mãos no fundo.
O clipe original se passa em um circo. Em 1996 no especial Xuxa 10 anos, Xuxa e sua turma performou em uma micareta, cantando um medley de axé com dois sucessos, incluindo essa.
Em Xuxa no Mundo da Imaginação, teve uma edição curta em que Xuxa interpretava uma dançarina de Cam Cam.

## Covers
- Alguns artistas como Ivete Sangalo, Cláudia Leitte, Aviões do Forró, entre outros cantaram um pedaço da música nos seus shows.
- Michel Teló que na época, era o líder da banda gaúcha Tradição, regravou o medley dos dois sucessos da Xuxa, incluindo essa, em 2003.
- A dupla Atchim e Espirro performou a música no TV Xuxa, homenageando a apresentadora em Outubro de 2012.
- A dupla Patati Patatá gravou a música para o álbum Coletânea de Sucessos em 2012.

## Curiosidades
- No programa Xou da Xuxa, em que recebeu Cid Guerreiro no palco, após ele cantar "Tô querendo navegar", Xuxa fez uma canjinha do "Tindolelê" junto com ele, e depois, a apresentadora não quis contar que ele era o compositor da música.

## Charts
| Chart (1991)       | Peak position |
| ------------------ | ------------- |
| US Hot Latin Songs | 10            |